# گرند اسلم کاوشگران
گرند اسلم کاوشگران (انگلیسی: Explorers Grand Slam) که گرند اسلم ماجراجویی نیز نامیده می‌شود، چالشی ماجراجویانه جهت رسیدن به قطب شمال و جنوب و فتح هفت قله  بلند در هفت قاره زمین است.
مفهوم اولیه این گرند اسلم شامل رسیدن به نقاط قطبی از نقاط ساحلی پذیرفته‌شده در پیرامون مناطق قطبی به‌صورت سفر طولانی با سورتمه بود ولی با گذشت زمان مسیر قطبی کوتاه‌تر و آسان‌تری به نام آخرین درجه (از ۸۹ درجه عرض جغرافیایی تا ۹۰ درجه) معرفی شد که «گرند اسلم کاوشگران (آخرین درجه)» نام گرفت. امروزه جوامع و سازمان‌های کوهنوردی و نشریات همگانی گرند اسلم کاوشگران را فتح هفت قله بلند در هفت قاره و پیمایش حداقل آخرین درجه از قطب‌های شمال و جنوب (از ۸۹ تا ۹۰ درجه) تعریف می‌کنند. برخی دیگر معتقدند که عنوان گرند اسلم واقعی کاوشگران شامل کسانی می‌شود که موفق به فتح همه ۱۴ قله بالای ۸ هزار متر نیز شده‌اند. به همین ترتیب گروه دیگری معتقدند که گرند اسلم واقعی کاوشگران رسیدن به قطب‌های مغناطیسی شمال و جنوب را نیز در بر می‌گیرد.
دیوید هلپمن-آدامز نخستین فردی بود که توانست در سال ۱۹۹۸ گرند اسلم واقعی ماجراجویان را به پایان برساند. در آوریل ۲۰۰۵ پارک یانگ سوک موفق شد گرند اسلم واقعی کاوشگران را به انجام رساند. در سال ۲۰۱۱ ریچارد پارکز به عنوان نخستین فرد توانست گرند اسلم آخرین درجه را در یک سال تقویمی به مدت هفت ماه به پایان برساند.